# Oprem Dobro
Oprem Dobro är det nionde studioalbumet från den montenegrinska sångaren Rambo Amadeus. Det släpptes i augusti 2005 och innehåller 18 låtar.

## Låtlista
1. "Komedija, tragedija, drama" – 4:34
2. "Demode" – 4:41
3. "Adrenalin" – 4:28
4. "Ašik mlaka vodo meraklijska" – 3:21
5. "Turbo folk" – 4:28
6. "Hit ljeta, mega remix" – 3:32
7. "Plastik fantastik" – 5:00
8. "Dikh tu Kava" – 3:28
9. "Regiment po cesi gre" – 3:42
10. "Bumbarov let" – 3:50
11. "Čokmude" – 4:20
12. "Paparazzo" – 3:38
13. "Ljubičica" – 1:58
14. "Još jedno vruće pivo" – 5:02
15. "Maroko, zvanična verzija" – 5:28
16. "Rasta mana kafu prži" – 4:28
17. "Ich Glaube Die Liebe" – 3:15
18. "Predrasude" – 3:15